# Жеравице (Хан Пијесак)
Жеравице су насељено мјесто у општини Хан Пијесак, Република Српска, БиХ. Према попису становништва из 1991. у насељу је живјело 215 становника.

## Историја
У средњем вијеку у селу Жеравице на мјесту Варошница истодобно је копана жељезна руда лимонит и топљено жељезо. Варошница и сада има око 150.000 тона жељезне шљаке. Геолошким истраживањима од 1959. до 1963. године утврђено је да је топљена жељезна руда лимонит, а нађени су површински и подземни копови на жеравичким и варошким брдима. По старости шљаке и начину топљења рудаче утврђено је да су је топили вјероватно рудари Саси из периода старе српске државе Босне.
По освајању ових простора од стране Турака и првом турском дефтеру из 1468. године село је било пусто.
У селу се налази православна некропола стећака. Сачувано је 12 стећака у облику саркофага и сандука.
За вријеме Одбрамбено-отаџбинског рата, село су на Илиндан 1993. године напале снаге тзв. Армије РБиХ. Том приликом село је спаљено и опљачкано, 8 цивила је масакрирано, док су многи су одведени у злогласни логор Кладањ.
Разграничењем у Дејтону Жеравице су већим дијелом припале Олову у Федерацији БиХ.

## Становништво
| Националност       | 1991.      |
| Срби               | 215 (100%) |
| остали и непознато | 0          |
| Укупно             | 215        |

| Демографија | Демографија | Демографија |
| Година      | Становника  | Становника  |
| ----------- | ----------- | ----------- |
| 1948.       | 311         |             |
| 1953.       | 370         |             |
| 1961.       | 383         |             |
| 1971.       | 330         |             |
| 1981.       | 276         |             |
| 1991.       | 215         |             |

## Знамените личности
- Милорад Голијан, српски теолог